# Cidra
Cidra ist eine der 78 Gemeinden von Puerto Rico.
Die Gemeinde liegt in der zentralen Bergregion von Puerto Rico. Sie hatte bei der Volkszählung 2010 eine Einwohnerzahl von 38.307 Personen. Cidra ist bekannt als El Pueblo de la Eterna Primavera (Stadt des Ewigen Frühlings).

## Geschichte
Die Region des heutigen Cidra gehörte zur Taíno-Region Cubuy, die einen Teil des Zentrums von Puerto Rico, tobarrios der Ostküste, umfasste. Die Region wurde vom Hauptling Caguax geführt.
Es gibt nicht viele Aufzeichnungen, die zeigen, dass die Region nach der spanischen Kolonisation besiedelt war. Es wird jedoch angenommen, dass um 1795 ein Katalane namens Frujols eine Einsiedelei oder einen Schrein errichtete, um den sich ein kleines Dorf ansiedelte. Die Siedlung wurde ein Vorort von Cayey, bis die Bewohner 1807 Victoriano de Rivera ermächtigten, den Gouverneur um die Erlaubnis zur Gründung einer unabhängigen Stadt zu bitten. 1809 stiftete ein Landbesitzer namens Bibiana Vázquez das für die Gründung benötigte Land, und Gouverneur Salvador Meléndez genehmigte die Petition.
Zur Zeit der Gründung hatte Cidra 26 Häuser und 11 Hütten. Es wird angenommen, dass der Name von der Zitronenfrucht abgeleitet ist, die in der Region weit verbreitet war. In den Jahren nach der Gründung wurden eine Kirche und ein Rathaus gebaut. Im Jahr 1822 gab es bereits zwei öffentliche Schulen in der Stadt. Zwei Jahre später wurde eine Straße eröffnet, die die Stadt mit Caguas verband. Im Jahr 1868 zählte Cidra mehr als 5000 Einwohner, darunter europäische Einwanderer und afrikanische Sklaven.
Puerto Rico wurde nach dem Spanisch-Amerikanischen Krieg von Spanien im Rahmen des Pariser Vertrages von 1898 abgetreten und wurde ein Territorium der Vereinigten Staaten. Im Jahr 1899 führten die Vereinigten Staaten ihre erste Volkszählung in Puerto Rico durch und stellten fest, dass die Bevölkerung von Cidra 7552 Einwohner betrug.
Im Jahr 1902 verabschiedete die Gesetzgebende Versammlung von Puerto Rico ein Gesetz zur Konsolidierung bestimmter Gemeinden. Infolgedessen wurde Cidra in die Stadt Cayey eingemeindet. Im Jahr 1905 hob jedoch ein neues Gesetz das vorherige auf und machte Cidra wieder zu einer eigenständigen Gemeinde.

## Gliederung
Die Gemeinde ist in 14 Barrios aufgeteilt:
1. Arenas
2. Bayamón
3. Beatriz
4. Ceiba
5. Certenejas
6. Cidra barrio-pueblo
7. Honduras
8. Monte Llano
9. Rabanal
10. Rincón
11. Río Abajo
12. Salto
13. Sud
14. Toíta

## Wirtschaft
Die Wirtschaft von Cidra stützt sich hauptsächlich auf die Landwirtschaft, insbesondere auf Kaffee, Tabak und kleinere Früchte. Die Viehzucht ist auch eine Einkommensquelle in der Gemeinde. In den letzten Jahren sind die pharmazeutische Industrie und die Bekleidungsindustrie wichtige Teile der Wirtschaft geworden.